# Sarah Gillisová
Sarah Levine Gillisová (* 1. ledna 1994) je americká inženýrka a komerční astronautka, 619. člověk ve vesmíru. V září 2024 odstartovala v kosmické lodi Crew Dragon, aby během soukromé mise Polaris Dawn a společně s Jaredem Isaacmanem podnikla první komerční výstup do vesmíru a současně se stala do té doby nejmladší osobou, která se takového výstupu zúčastnila. Mimo to spolu s Annou Menonovou ustavily nový rekord v největší dosažené vzdálenosti od zemského povrchu mezi atronautkami

## Mládí a vzdělání
Narodila se v kalifornském městě Palo Alto, ale vzdělání získala v Boulderu v Coloradu. V roce 2012 tam dokončila střední školu Shining Mountain Waldorf School a o 5 let později –na radu svého školního mentora, bývalého astronauta NASA Josepha Tannera – získala bakalářský titul v oboru letecké techniky na Coloradské univerzitě.

## Pracovní kariéra
V roce 2015 zahájila stáž ve společnosti SpaceX, kde se zapojila do testování interiéru kosmické lodi Dragon pro lety s posádkou. Později získala plný úvazek v programu výcviku astronautů. Postupně se stala vedoucí inženýrkou kosmických operací ve společnosti SpaceX se zodpovědností za výcvikový program pro posádky kosmických lodí Crew Dragon, takže připravovala astronauty NASA od prvních misí Demo-2 a Crew-1 až po Inspiration4, první zcela komerční posádku sestavenou Jaredem Isaacmanem, která se kdy vydala na oběžnou dráhu kolem Země. Je také zkušenou operátorkou řízení misí, která v reálném čase podporuje mise Dragonu k zásobování a dopravu astronautů Mezinárodní vesmírné stanice jako inženýrka navigaci a pro operace a zdroje posádky, což zahrnuje také přímou komunikaci s astronauty.
Právě její zapojení do přípravy soukromého vesmírného letu Inspiration4 se přeměnilo v překvapivý výsledek. Isaacman v únoru 2022 oznámil, že v návaznosti na svou první vesmírnou misi, kterou inspiroval a financoval, vytvořil celý program 3 letů. V programu Polaris si dal za cíl urychlit rozvoj pilotované kosmonautiky, testování nových technologií a výzkum dopadů kosmických letů na člověka. Stejně jako při své misi mířil také na podporu Dětské výzkumné nemocnice svatého Judy v Memphisu v Tennessee, která se zabývá léčbou dětí s rakovinou. Isaacman současně oznámil složení posádky pro první let programu nazvaný Polaris Dawn, kterou kromě něj samého tvořili jeho byznysový spolupracovník a bývalý vojenský pilot Scott Poteet, 2. letová specialistka a zdravotnice Anna Menonová a právě Gillisová jako 1. letová specialistka. Posádka zahájila základní trénink s očekávaným termínem startu v listopadu 2022. Různé příčiny, jako čekání na dokončení vývoje skafandru pro plánovaný výstup do volného prostoru, asi měsíční pozastavení letů Falconu 9 nebo nevhodné počasí v místě plánovaného přistání, sice tento termín neumožnily splnit, ale všichni čtyři privátní astronauti se nakonec dočkali.

## Astronautka
Po startu svého kosmického letu 10. září 2024 získala Gillisová s kolegy několik prvenství a rekordů. Nejprve na eliptické dráze s vysokým apogeem vystoupali 11. září do rekordní výšky 1408,1 km nad zemským povrchem, což je největší dosažená vzdálenost od Země, kterou kdy dosáhla jakákoli astronautka (pro muže na palubě tento rekord platí pouze pro případy pohybu po oběžné dráze kolem Země, protože astronauté letící po translunární dráze k Měsíci samozřejmě dosáhli násobně větší vzdálenosti od Země). 
Po dosažení tohoto výškového rekordu se apogeum dráhy mise Polaris Dawn snížilo, aby klesla radiační zátěž posádky, načež se všichni její členové stali účastníky prvního soukromého výstupu do volného prostoru, současně výstupu s největším počtem zúčastněných osob (Menonová a Poteet sice zůstali po celou dobu ve svých křeslech, ale byli v otevřené kabině vystaveni kosmickému prostředí) a také výstupu nejmladšího člověka v historii, protože Gillisové bylo v den výstupu 30 let a 255 dnů (předchozí rekord držel Alexej Leonov, jemuž bylo v roce 1965 při vůbec prvním výstupu do vesmíru v historii  30 let a 292 dnů). 
Sarah Gillisová navíc využila toho, že od dětství byla vedena ke klasické hudbě. V benefičním přímém přenosu – v koordinaci mnoha dalšími umělci na několika místech po celém světě, propojenými obrazem i zvukem díky síti Starlink – zahrála houslové sólo ve skladbě Rey's Theme od Johna Williamse z filmu Star Wars: Síla se probouzí z roku 2015.
Loď s posádkou přistála 15. září 2024 po 4 dnech, 22 hodinách a 13 minutách letu.

## Soukromý život
Sarah Gillisová vyhledává dobrodružství, proto je vášnivou turistkou a horolezkyní.